# Ливистона
Ливистона (лат. Livistona) — род многолетних растений из семейства Пальмовые (Аrecaceae), произрастающих в юго-восточной Азии, Африке, Океании, Австралии.

## Название
Своё название растение получило в честь Патрика Мюррея, лэрда Ливингстонского (1632—1671), собравшего в своём саду свыше тысячи различных растений. Мюррей был учеником и другом Эндрю Бальфура.

## Описание растения
Виды рода представляют собой деревья высотой до 25 метров. Листья до 60—100 сантиметров в диаметре, большие глянцевые тёмно-зелёные (иногда серо-зелёные), в форме веера, их черешки часто бывают покрыты острыми загнутыми вниз зубцами.

## Виды
Род Ливистона включает 36 видов:
- Livistona alfredii F.Muell.
- Livistona australis (R.Br.) Mart.
- Livistona benthamii F.M.Bailey
- Livistona boninensis (Becc.) Nakai
- Livistona brevifolia Dowe & Mogea
- Livistona carinensis (Chiov.) J.Dransf. & N.W.Uhl
- Livistona chinensis (Jacq.) R.Br. ex Mart. — Ливистона китайская
- Livistona chocolatina Dowe
- Livistona concinna Dowe & Barfod
- Livistona decora (W.Bull) Dowe
- Livistona drudei F.Muell. ex Drude
- Livistona eastonii C.A.Gardner
- Livistona endauensis J.Dransf. & K.M.Wong
- Livistona exigua J.Dransf.
- Livistona fulva Rodd
- Livistona halongensis T.H.Nguyen & Kiew
- Livistona humilis R.Br.typus[1]
- Livistona inermis R.Br.
- Livistona jenkinsiana Griff.
- Livistona lanuginosa Rodd
- Livistona lorophylla Becc.
- Livistona mariae F.Muell.
- Livistona merrillii Becc.
- Livistona muelleri F.M.Bailey
- Livistona nasmophila Dowe & D.L.Jones
- Livistona nitida Rodd
- Livistona papuana Becc.
- Livistona rigida Becc.
- Livistona rotundifolia (Lam.) Mart. — Ливистона круглолистная
- Livistona saribus (Lour.) Merr. ex A.Chev.
- Livistona speciosa Kurz
- Livistona surru Dowe & Barfod
- Livistona tahanensis Becc.
- Livistona tothur Dowe & Barfod
- Livistona victoriae Rodd
- Livistona woodfordii Ridl.

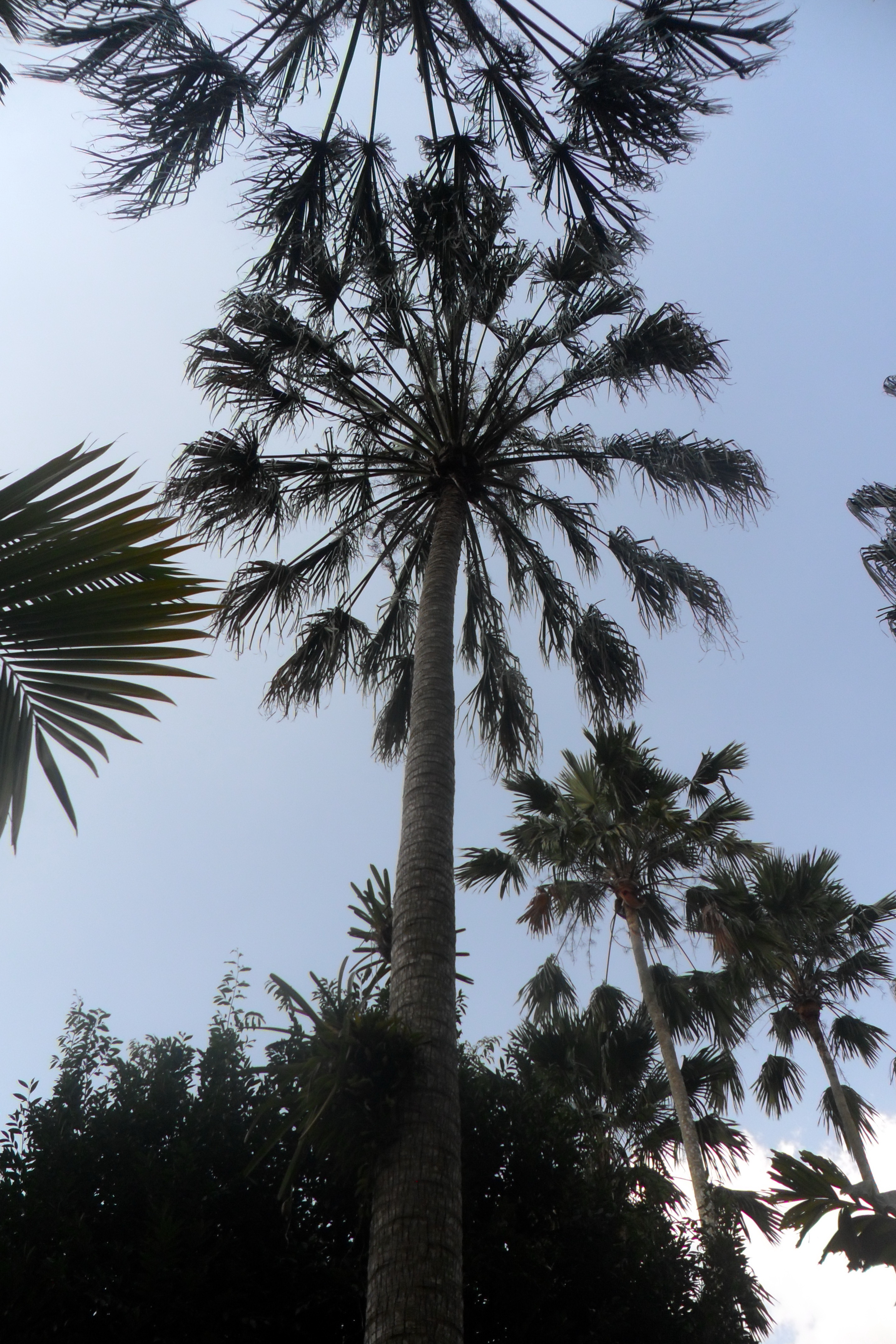
Livistona decipiens
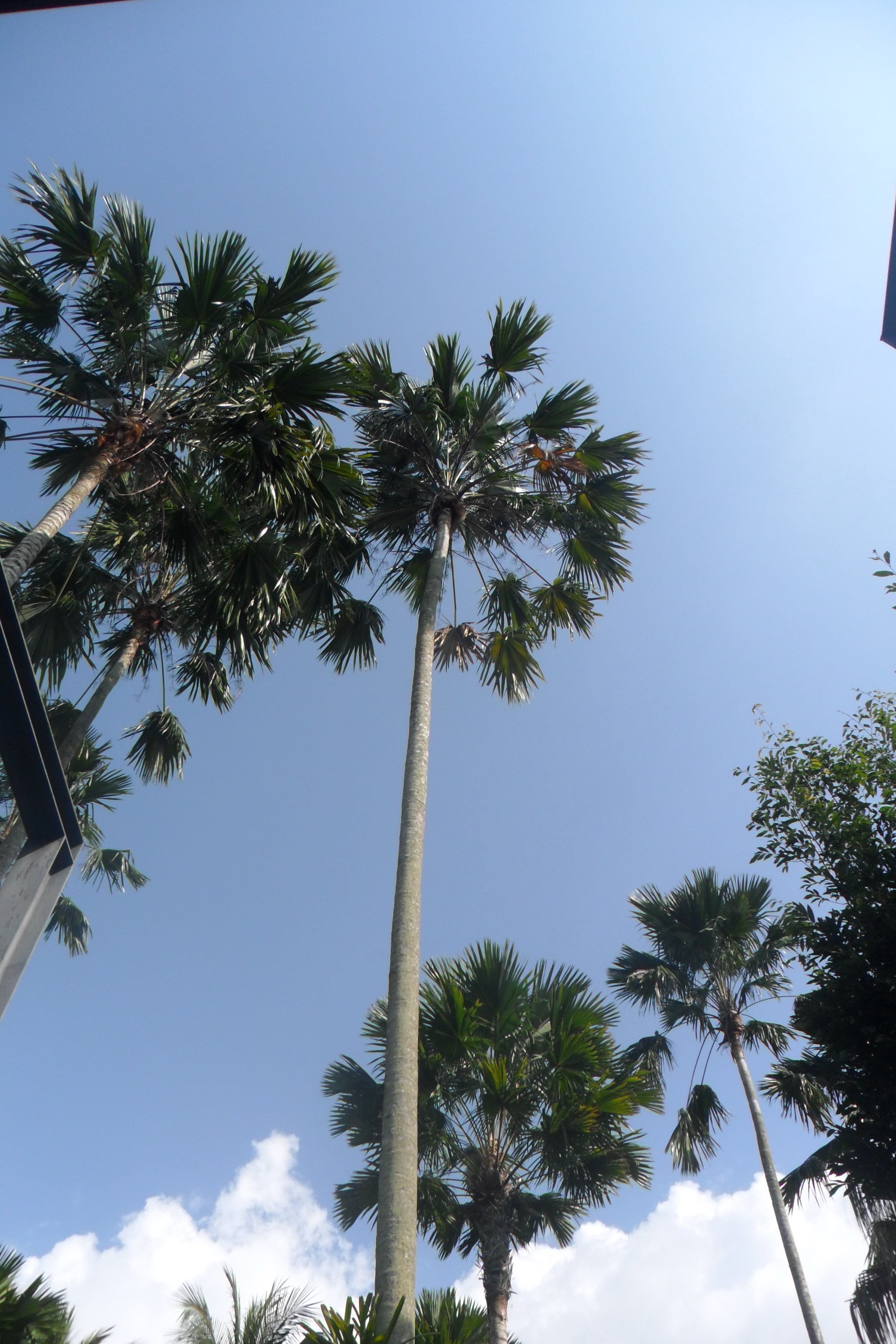
Livistona rotundifolia

## Уход и содержание в комнатной культуре
Ливистоны — светолюбивые пальмы, им нужен яркий рассеянный свет, хорошо переносят некоторое количество прямых солнечных лучей, поэтому лучшее место для этих растений — у западных и у восточных окон. У окон с южной стороны летом нужно оберегать растение от слишком яркого солнца. Зимой пальму нужно ставить в наиболее освещённые комнаты. Для того чтобы пальма росла равномерно, необходимо периодически поворачивать её разными сторонами к источнику света. Наиболее теневыносливой является ливистона китайская.
Оптимальная температура для ливистоны — 16-20 °C. В осенне-зимний период температуру следует снизить до 14-16 °C. Не следует подвергать растения температуре ниже 12 °C.
Ливистоны очень любят почвенную влагу и повышенную влажность воздуха. В летний период следует обильно поливать растения тёплой (не менее 30 °C) водой, по мере подсыхания верхнего слоя субстрата. Через 2 часа после полива воду с поддона необходимо сливать. В осенне-зимний период обильный полив прекращают и поливают умеренно, по мере подсыхания верхнего слоя земли, не допуская её пересушки.
Подкармливать растение органическими удобрениями следует раз в декаду с мая по сентябрь, зимой лишь один раз в месяц.
В комнатных условиях ливистона может достигать полутора—двух метра в высоту. При хорошем росте растения в год могут давать по 3 новых листа. Листья необходимо удалять с осторожностью и только те, которые подсохли полностью (а не частично), в противном случае возможно ускоряение процесса подсыхания следующего листа.
Пересадка ливистоны проводится весной (апрель—май), молодые растения пересаживают ежегодно, среднего возраста — один раз в 2—3 года, взрослые — один раз в 5 лет. Пересаживают только в том случае, если корни пальмы заполнили весь объём горшка. Земля для пересадки должна быть нейтральная или слабокислая. Лучше воспользоваться специальной почвой для пальм. На дне горшка для пересадки нужно уложить хороший слой дренажа.
Размножают растение чаще всего боковыми отпрысками (их следует аккуратно отделить, бережно обращаясь при этом с корнями растения) или семенами (высаживают на глубину около 1 сантиметра во влажную прогретую землю, всходы появляются в течение трёх месяцев).
Цветение ливистон в культуре можно наблюдать в оранжереях, где условия наиболее приближены к естественным.

### Ливистона южная (Livistona australis)
Ливистона южная (иначе австралийская веерная пальма) имеет листья, достигающие 2 метров в диаметре. Ствол растения колоннообразной формы (высота 20-25 метров, в диаметре 30—40 сантиметров), у старых деревьев — с рубчатыми следами от опавших листьев. Соцветие пазушное, разветвленное (более 1 метра). Плоды — шаровидные коричневые ягоды. Родиной этого вида является Восточная Австралия. Среда обитания — влажные субтропическе леса, прибрежные заросли кустарников. Культивируют это растение с 1824 года.

### Ливистона китайская (Livistona chinensis)
Ливистона китайская (или латания) похожа на предыдущий вид, отличается толстым стволом и крупными листьями, кончики сегментов которых поникают. Родина — Южная Япония, Тайвань и некоторые острова в Южно-Китайском море. Признан сорняком в штате Флорида, куда был завезён в качестве декоративного растения.

### Ливистона круглолистная (Livistona rotundifolia)
Растет в прибрежной зоне на песчаных почвах на острове Ява и Молуккских островах. Имеет ствол до 14 метров высотой и до 17 сантиметров в диаметре, листья округлые веерные, 1-1,5 метра в диаметре, рассечёенные на 2/3 длины листа. Цветки жёлтые.